# Mars (planet)
Mars (symbol: ♂) är den fjärde planeten från solen och solsystemets näst minsta planet. Den har fått sitt namn efter den romerska krigsguden Mars och kallas ibland för "den röda planeten" på grund av sitt rödaktiga utseende. Den röda färgen beror på stora mängder järnoxid (rost) som finns fördelat över ytan och i atmosfären. Mars är en av de fyra stenplaneterna och har en tunn atmosfär som till största delen består av koldioxid. Ytan är täckt av kratrar av olika storlekar likt månen, men Mars har precis som jorden även många vulkaner, dalgångar, vidsträckta slätter och iskalotter vid polerna.
Under stora delar av Mars historia skedde långvariga vulkanutbrott vilka bland annat skapade Olympus Mons, solsystemets högsta berg. De stora utbrotten har sedan länge upphört, men på ett fåtal platser bedöms mindre utbrott ha skett för endast ett par miljoner år sedan. Då detta är en kort period i ett geologiskt perspektiv förmodas planeten kunna ha en viss kvarvarande geologisk aktivitet än idag. Till skillnad från jorden har dock Mars ingen aktiv plattektonik och inget globalt magnetfält.
Mars kan utan problem observeras på natthimlen med blotta ögat. Dess skenbara magnitud når som mest -2,9 vilket endast överträffas av solen, månen och Venus. Den har en tydlig röd ton som fascinerat människan i årtusenden. Vissa delar av året då Mars befinner sig långt från jorden kan även Jupiter vara ljusare.
Tidiga observatörer av Mars tolkade delar av dess morfologi med stor fantasi, kanske på grund av den mystik som omgav planeten och i viss mån fortfarande gör det. Bland annat hade man sett konstgjorda kanaler, pyramider, skulpterade ansikten och regioner som säsongvis täcktes med vegetation. Senare skulle det visa sig att allt detta var illusioner och att Mars är en obebodd och torr planet. Man tror dock att det en gång funnits stora mängder fritt vatten på Mars, och att en hel del av det finns kvar än idag i form av is, både över och under ytan.
Mars har två månar, Phobos och Deimos, vilka båda är små och har en oregelbunden form. Månarnas namn är grekiska och betyder skräck och fruktan.
Ett flertal marsexpeditioner har genomförts; den första lyckade var Mariner 4 som sköts upp av NASA den 28 november 1964 och passerade Mars den 15 juli 1965.

## Fysiska egenskaper

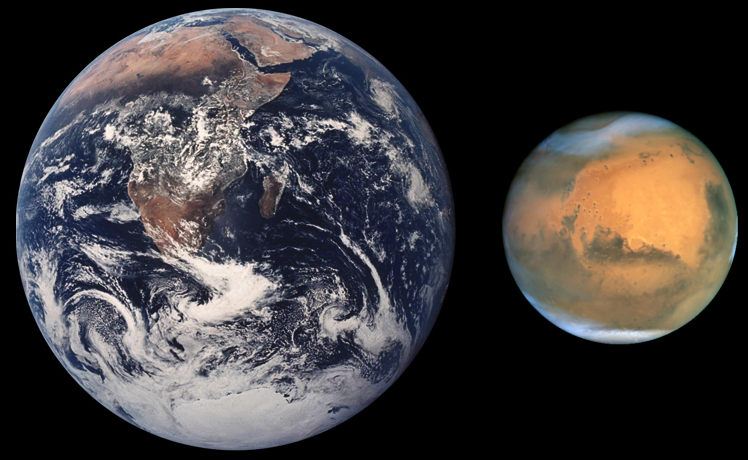
Storleksjämförelse mellan jorden och Mars

Mars diameter är ungefär hälften så stor som jordens och massan är ungefär en tiondel så stor. Samtidigt har Mars en ungefär dubbelt så stor diameter som månen och tio gånger större massa. Storleksmässigt ligger Mars alltså nästan mitt emellan jorden och månen. Mars totala yta är marginellt mindre än de delar av jorden som är täckta av land. Densiteten är den lägsta av alla stenplaneter i solsystemet. Trots att solsystemets minsta planet Merkurius har både mindre diameter och lägre massa än Mars, så gör Mars låga densitet att de två planeternas ytgravitation är nästan densamma, ungefär 0,38 g0 och klart mindre än för solsystemets övriga planeter. Skillnaden är så liten att det är avgörande var på respektive planet tyngden mäts.

### Omloppsbana och rotation
Mars befinner sig ungefär 1,5 AU (230 miljoner km) från solen och har en ovanligt oval omloppsbana med en excentricitet så hög som 0,093. Detta kan jämföras med jordens 0,016 och är den näst högsta excentriciteten av alla planeter i solsystemet efter Merkurius. Ett dygn på Mars (ofta kallat sol) är marginellt längre än på jorden: 24 timmar, 39 minuter och 35 sekunder (det sideriska dygnet är cirka 2 minuter kortare); ett år på Mars är 687 jord-dygn och 668,6 mars-dygn. Avståndet mellan Mars och jorden kan variera från 54,6 miljoner km upp till 401 miljoner km. Det kortaste avståndet som hittills uppmätts mellan himlakropparna är 56 miljoner km, något som skedde i augusti 2003.
Rotationsaxelns lutning på 25,19° gör att Mars precis som jorden har tydliga årstider, vilka dock är nästan dubbelt så långa som jordens årstider på grund av det längre året. Mars axellutning varierar kraftigt med tiden till skillnad från jordaxelns lutning som stabiliseras av dragningskraften från månen. För drygt fem miljoner år sedan anses axeln ha lutat över 45° och den kan tidigare ha haft en betydligt större lutning än så. En sådan kraftig lutning resulterar i att polerna får betydligt högre maxtemperaturer än ekvatorn och det spekuleras i att Mars omfattande polarisar i större eller mindre omfattning sublimerar. Under den senaste årmiljonen beräknas lutningen ha varierat i cykler om 120 000 år. När axellutningen är större än 30° förväntas atmosfärens högre innehåll av vatten fördelas som snö på lägre, kallare breddgrader. När snön sedan smälter uppstår flöden vatten och slam. I kratern Istok har en studie funnit spår efter sådana flöden på den sida av kraterväggen som vetter mot polen.

### Geologi

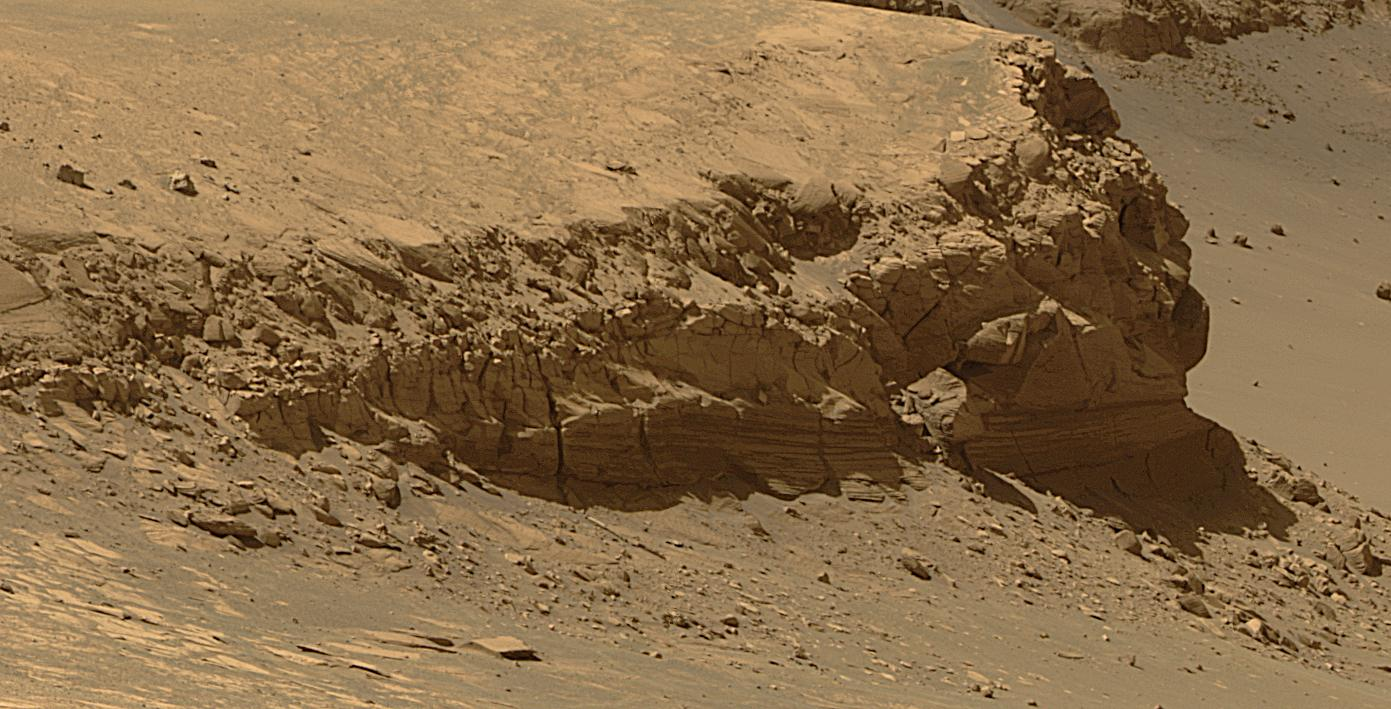
Kap Verde, Victoriakratern, Meridiani Planum. Bilden är tagen av roboten Opportunity. Klippan är ungefär 6 meter hög

Marsytan består framförallt av basalt, något man känner till från de marsmeteoriter som har samlats in samt genom observationer från rymdfarkoster. Det finns vissa tecken som tyder på att en del av Mars yta kanske är mer silikatrik än typisk basalt och att dessa mineral skulle kunna påminna om andesit på jorden. En stor del av ytan täcks av ett djupt lager finfördelat stoft som bland annat innehåller mycket järn(III)oxid vilket ger Mars dess rödaktiga färg.
Observationer av Mars magnetfält, utförda av Mars Global Surveyor, visar att en del av planetens yta är magnetiserad trots att Mars inte idag har något globalt magnetfält. Denna magnetisering har blivit jämförd med jordens magnetiska linjemönster funna på havets botten. En hypotes, publicerad 1999, är att denna magnetism är bevis för att det har funnits tektoniska plattor på Mars under dess tidigaste period. År 2005 kunde man efter fortsatta kartläggningar av magnetfältet förstärka fallet för tektonism men det är ännu inte fastställt om Mars verkligen hade en tidig period med tektonik eller inte.
Enligt modeller av planetens inre består kärnan till större delen av järn med 15–17 % svavel. Den 2 960 km stora kärnan anses vara delvis smält med ungefär dubbelt så mycket lätta ämnen som jordens kärna. Runt kärnan finns en tjock mantel av silikater som har skapat många av de tektoniska och vulkaniska särdrag Mars uppvisar. Numera tycks dock Mars vara nästan geologiskt död även om vissa tecken finns på att sparsam vulkanisk aktivitet fortfarande förekommer. Den genomsnittliga tjockleken på skorpan, som är det yttersta lagret, är ungefär 50 km och som tjockast är den 125 km.

#### Geologiska perioder
Den geologiska historien på Mars delas normalt in i fyra perioder:
- Den förnoakiska perioden täcker den allra äldsta utvecklingen på Mars, från planetens födelse för ungefär 4 500 miljoner år sedan till för 4 100 miljoner år sedan. Under perioden bildades Borealisbassängen tillsammans med 17 av de 20 största bassängerna på Mars. Mars magnetfält (som senare har försvunnit) bildades. Tharsisplatån tros ha bildats under den här perioden.
- Den noakiska perioden (namngiven efter Noachis Terra): Ytor från den noakiska perioden är mellan 4 100 och 3 700 miljoner år gamla. De är ärrade av många stora kratrar från kollisioner med asteroider. Katastrofala översvämningar skedde under den senare delen av perioden.
- Den hesperiska perioden (namngiven efter Hesperia Planum): 3 700 miljoner till 3 000 miljoner år sedan.[a] Under den hesperiska perioden bildades många omfattande lavaflöden och vulkaner, samtidigt som den vulkaniska aktiviteten började gå ner. Vattenmängden minskade gradvis.
- Den amazoniska perioden (namngiven efter Amazonis Planitia): 3 000 miljoner år sedan till idag.[a] De amazoniska regionerna har få eller mycket få nedslagskratrar men är annars ganska varierade. Under den tidiga amazoniska perioden hade Mars en betydande vulkanisk aktivitet och de väldiga vulkanerna på Tharsisplatån växte till dagens giganter under den här perioden.

### Geografi

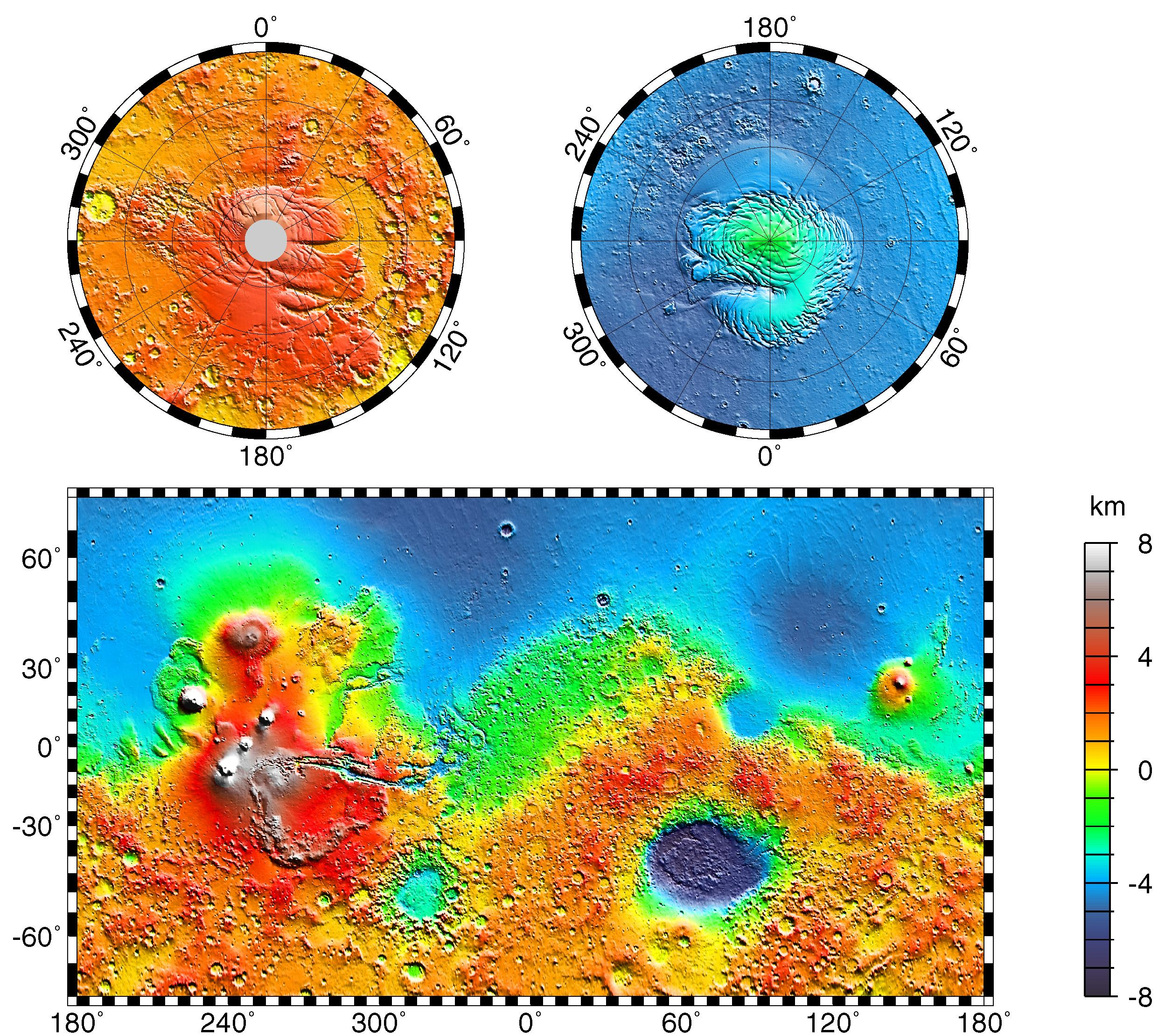
Topografisk karta över Mars. Särskilt markanta är den stora höjdskillnaden mellan norra och södra hemisfären, den dominerande Tharsisplatån till vänster samt den djupa kratern Hellas Planitia i den nedre högra delen

Läran om Mars yta kallas areografi. De första "areograferna" anses vara Johann Heinrich von Mädler och Wilhelm Beer även om de är mer kända för kartläggandet av månen. De började med att en gång för alla fastställa att större delen av Mars yta var permanent samt bestämde Mars rotationsperiod. År 1840 kombinerade Mädler tio års observationer och ritade den första kartan över Mars. Istället för att ge namn till de olika särdrag på ytan som de kartlade betecknade de dem helt enkelt med bokstäver, Sinus Meridiani blev till exempel "a". I september 1877 gjorde den italienske astronomen Giovanni Schiaparelli sina första detaljerade kartor över Mars. Dessa kartor skulle senare bli grogrunden för myten om kanalerna på Mars.
Idag är platser på Mars namngivna från en rad olika källor. De områden som kunde ses från jorden när Mars började kartläggas har i allmänhet fått behålla sina namn även om vissa har uppdaterats för att bättre reflektera objektets natur. På så sätt har till exempel Nix Olympia (Olympens snö) fått sitt nuvarande namn Olympus Mons (Olympusberget). Anledningen till att det fick sitt första namn är att moln ofta bildas ovanför den massiva vulkanen vilket får området att se vitt ut, det gick däremot inte att urskilja att det rörde sig om en vulkan.
Mars ekvator definieras av planetens rotation, men dess nollmeridian är precis som på jorden definierad av en godtycklig punkt. Mädler och Beer valde 1830 en linje för sina första kartor över Mars. När rymdsonden Mariner 9 sände tillbaka detaljerade bilder över Mars 1972 valdes en 500 m stor krater längs med nollmeridianen, senare kallad Airy-0, i Sinus Meridiani ("Medelviken" eller "Meridianviken") som definitionen av 0,0° longitud.
Eftersom Mars inte har några oceaner, och därför ingen havsnivå, valde man istället den höjd där lufttrycket är 610,5 Pa (ungefär 0,6 % av jordens lufttryck vid havsnivå) vid en temperatur på 0 °C. Detta tryck och temperatur motsvarar trippelpunkten hos vatten.

#### Vulkaner

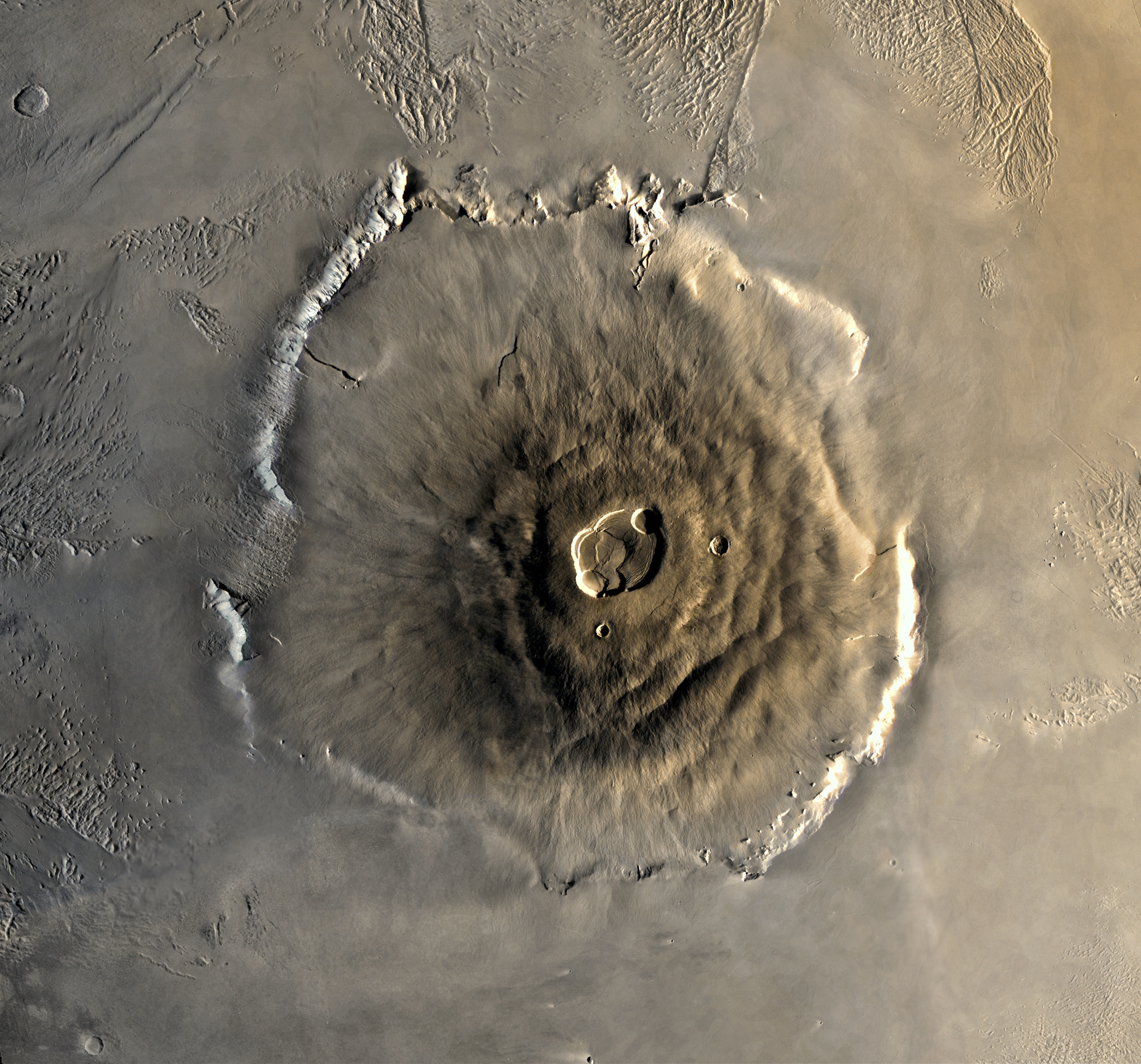
Olympus Mons, det största berget i solsystemet

Mars yta är prydligt uppdelad i två områden. I söder finns lätt förhöjda högplatåer, täckta av kratrar. I norr finns plana slätter. Mellan de två finns en enorm upphöjning i Marsytan, Tharsisplatån, med väldiga vulkaner. Vulkanerna, tillsammans med kanjonen Valles Marineris, är de mest imponerande formationerna på Mars. Den största, Olympus Mons, reser sig 27 km över ytan – tre gånger högre än Mount Everest och är solsystemets högsta berg. Ytterligare tre vulkaner bildar en linje tvärs över Tharsisplatån. Marsvulkanerna släppte långsamt ut lava under miljoner år och byggde upp lager efter lager. När utbrotten avtog, och lavasjöarna på vulkanerna avsvalnade, kollapsade centrum av vulkantopparna och bildade en nedsänkt krater som kallas kaldera. Kalderan på Olympus Mons är 90 km i diameter. Idag är vulkanerna på Mars så vitt man vet tysta och det finns inga tecken på aktivitet som skulle kunna leda till utbrott i framtiden. Men de yttersta lavalagren är mycket unga och antyder att de var aktiva så sent som för 2 miljoner år sedan.
Data från uppdraget Insight under perioden 2019-2022 där forskare har analyserat marsskalv indikerar att planeten fortfarande skulle vara geologiskt aktiv. De lågfrekventa skalven visade egenskaper som antydde en varm källa i närheten av epicentren, något forskarna tolkade som förekomst av magma och vulkanisk aktivitet på planeten. Aktiviteten var huvudsakligen centrerad runt sprickorna Cerberus Fossae i Elysium-kvadrangeln.

#### Kanjoner
Solsystemets längsta kanjonområde skär fram över 4 023 km från öst till väst på Marsytan. Detta stora system av klyftor och raviner kallas Valles Marineris. Den är 644 km som bredast och 7 km som djupast. Som jämförelse kan nämnas att Grand Canyon i USA endast är 446 km lång och 2 km djup.
Valles Marineris bildades vid uppsvällningen av Tharsisplatån som orsakade att marken kollapsade där den stora kanjonen ligger idag. Vid den västra änden av Valles Marineris ligger Noctis Labyrinthus. Det är ett komplext mönster av mindre sprickor som löper åt alla håll, och kan föra tankarna till en labyrint. En annan stor kanjon är Ma'adim Valles som med sin längd på 700 km även den är betydligt större än jordens Grand Canyon.

#### Högplatåer och slätter

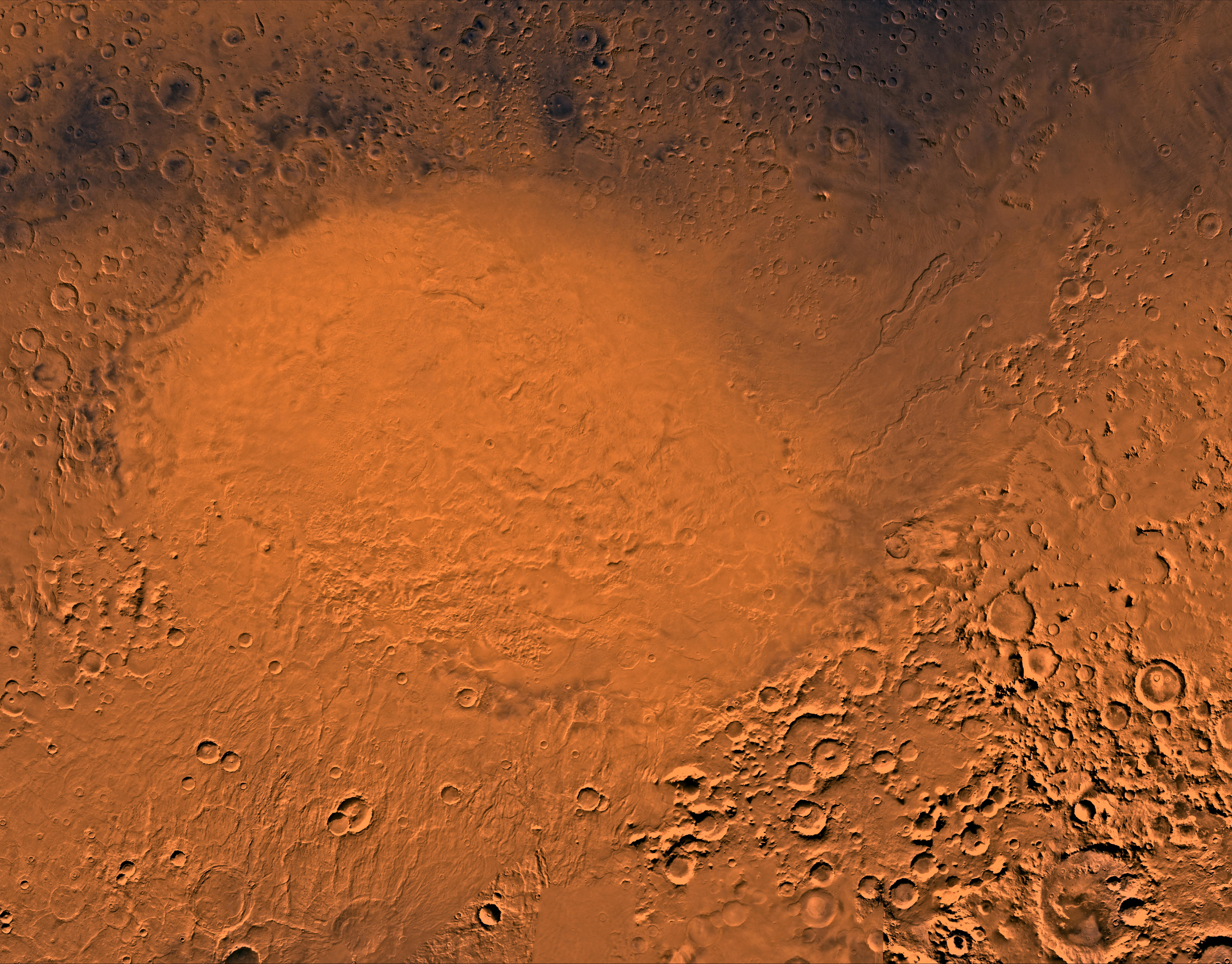
Hellas Planitia, en av de största nedslagskratrarna i solsystemet

Bortsett från vulkanerna domineras landskapet på Mars av öppna slätter och upphöjda högplatåer. Det finns ett fåtal nedslagskratrar på slätterna och i vulkanområdet, men de flesta är koncentrerade till högplatåerna. Under miljarder år har många kratrar nötts bort, varför bara de största eller de senaste numera syns. Den allra största är Hellas Planitia (Hellas-bäckenet) som är en av de största kratrarna i solsystemet (den största kända är Aitken-sydpolenbassängen på månens baksida) med mer än 1 800 km i diameter och kom till vid ett väldigt nedslag sent under Mars tillkomst.
Tre artiklar publicerade i Nature i juni 2008 tog dock upp en idé från 1980-talet och menar att stora delar av den norra hemisfären i själva verket är en enda stor nedslagskrater. Denna skulle i så fall med sina 10 500 gånger 8 500 km vara hela fyra gånger större än Aitken-sydpolenbassängen. Hypotesen säger att en himlakropp av ungefär Plutos storlek träffade Mars för omkring 4 miljarder år sedan. Denna kollision ska ha skapat den jämna Borealis-bassängen som täcker 40 % av Mars yta och förklara Mars hemisfäriska dikotomi.
Mars hade en gång mycket mer vatten än idag varav det mesta fanns på de lågt liggande norra slätterna. Dessa har breda kanaler och klyftor som förefaller ha bildats vid en serie katastrofala översvämningar. Även om de finns på flera platser tycks de största och mest omfattande översvämningarna ha börjat vid Tharsisplatån, något som tyder på ett samband med geologisk aktivitet.
Andra områden har vindlande dalar som långsamt grävts ut ur marken av floder. Genom att studera hur mycket erosion som åstadkommits av vatten på Mars har astronomer beräknat att det en gång fanns tillräckligt mycket vatten för att täcka planeten med ett minst 500 m djupt hav. Ett av de största mysterierna rörande Mars är frågan om vart allt detta vatten tog vägen. En del av vattnet har sannolikt svepts bort från planeten av solvinden men en stor del av det ursprungliga vattnet tros finnas kvar på Mars under ytan, kanske så mycket som motsvarande ett globalt lager på över en kilometer. Man har också sett tecken som tyder på att vatten faktiskt har flutit på Mars tämligen nyligen. Detta vatten kan dock inte behålla sin flytande form länge på grund av det låga trycket och den låga temperaturen.

#### Polarkalotterna
Mars nord- och sydpol är täckta med tunna iskalotter som växer och krymper med årstiderna. Trots att de från jorden ser ut som den senares polarkalotter är de annorlunda. Den stora skillnaden är att Mars iskalotter huvudsakligen består av frusen koldioxid, den huvudsakliga gasen i Mars atmosfär. Fruset vatten finns endast på Mars nordpol. När det är sommar på norra halvklotet på Mars får värmen från solen den norra kalotten att krympa. Samtidigt är det vinter i söder och den södra kalotten växer. Astronomer hoppas att förekomsten av vatten vid nordpolen är ett tecken på att mer vatten i frusen form finns bundet under Marsytan.
Bland upptäckterna från Mars Express, se nedan, kan nämnas motsvarigheten till jordens polarsken som instrumentet ASPERA observerat i de svaga magnetfält som trots allt finns vid Mars, stora mängder vattenis vid planetens sydpol och äldre lager med nedslagskratrar dolda under norra halvklotets jämförelsevis släta yta.

### Hydrologi

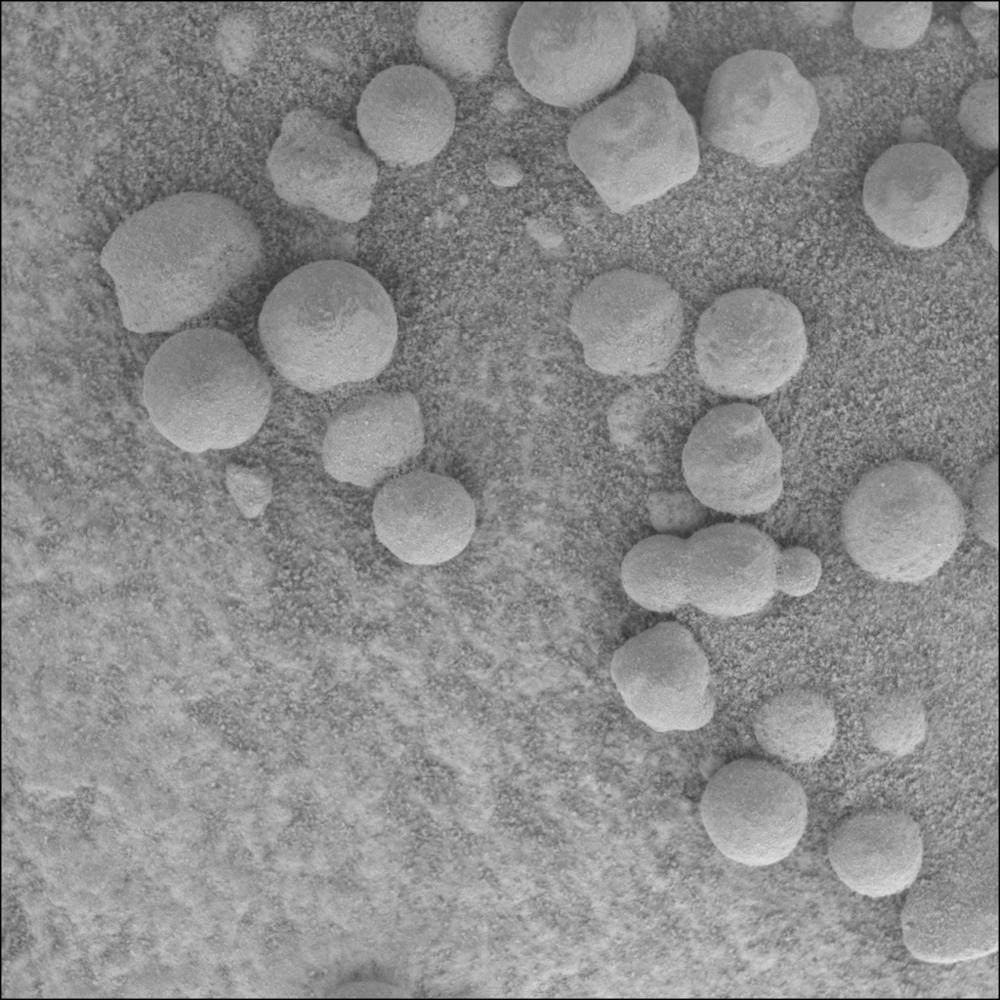
Dessa småkulor av hematit, även kallade "blåbär", hittades av roboten Opportunity på Mars. De anses vara bland de starkaste bevisen för att vatten flutit på Mars yta

Det finns övertygande bevis om att det tidigare har runnit stora mängder vatten på Mars, inte minst fynd av mineralerna hematit och goethit antyder ett betydligt våtare förflutet. På grund av det idag låga atmosfäriska trycket kan dock vatten inte längre finnas i flytande tillstånd på Mars yta annat än tillfälligt i de allra lägst belägna områdena. Däremot finns stora mängder vatten i form av is, bland annat i de båda iskalotterna som till största delen anses bestå av vattenis (samt en mindre del koldioxidis). Enligt en vetenskaplig artikel som publicerades i augusti 2020 finns det tydliga tecken på att vatten i många olika former har påverkat landskapet på planeten. En av artikelns slutsatser var att stora delar av Mars täckts av is och att smältvatten som runnit under istäcket kan förklara utseendet på många av Mars dalar.

## Atmosfär
| Mars tunna atmosfär synlig mot horisonten på denna bild tagen från en låg omloppsbana |  | Spår av utsläpp av metan under den norra hemisfärens sommar. Illustration av NASA |
| Mars tunna atmosfär synlig mot horisonten på denna bild tagen från en låg omloppsbana |  | Spår av utsläpp av metan under den norra hemisfärens sommar. Illustration av NASA |

Atmosfären på Mars är mycket tunnare än jordens och består huvudsakligen av koldioxid. Trycket varierar mellan mycket låga 30 Pa (0,030 kPa) på toppen av Olympus Mons upp till maximala 1,16 kPa i de lägsta delarna av Hellas Planitia, vilket ger ett globalt genomsnitt på omkring 0,6 kPa. Detta motsvarar trycket på jorden vid en höjd av 35 km och är mindre än en hundradel av trycket vid jordens yta på 101,3 kPa. Skalhöjden i Mars atmosfär är ungefär 10,8 km, vilket är högre än jordens 6 km på grund av den lägre ytgravitationen.
Mars atmosfär består av 95,1% koldioxid, 2,59% kväve, 1,94 % argon samt spårmängder av syre (0,16%), kolmonoxid (0,02%) och vattenånga (0,021%). Trots de låga mängderna av vattenånga så beräknas atmosfären vara mättad på vatten, vilket innebär att moln bestående av vattenis är vanliga. Atmosfären innehåller förhållandevis mycket stoft med en genomsnittlig storlek på 1,5 µm och som till stor del består av järn(III)oxid, vilket ger Mars-himlen dess bleka orange-röda färg.
Mindre mängder metan (upp emot 30 ppb) har detekterats i atmosfären. Metan är en instabil gas på planeten och tycks kontinuerligt tillföras till atmosfären från särskilda områden på ytan i form av stora plymer. Dessa pågående utsläpp spekuleras kunna bero på vulkanism eller möjligen mikrobiologiska processer. Det har dock även påpekats att metan kan bildas av en icke-biologisk process kallad serpentinisation, vilken kräver vatten, koldioxid samt mineralet olivin som har konstaterats vara vanligt på Mars.

### Klimat och väder
Mars är en frusen öken med torrt och bitande kallt väder. Färgen på Marshimlen varierar beroende på hur mycket damm och vilken typ av damm som rör sig i atmosfären. Flera strövare på Mars uppfattar att himlen ofta är färgad som smörkola (dvs. en mörk gulaktig brun färg), särskilt när det finns stora mängder damm i atmosfären, vilket är en vanlig företeelse. Eftersom dammet på Mars innehåller stora mängder järnoxider som absorberar blått ljus blir ljusbrytningen annorlunda från jordens blå himmel. Solljusets röda och blå våglängder sprids på ett särskilt sätt som ger upphov till att solen tycks ge ifrån sig ett blått sken, särskilt vid solnedgången. Eftersom inga människor har besökt Mars är det samtidigt svårt att uppge hur det mänskliga ögat skulle uppfatta himlen och solen på Mars.
Snittemperaturen på Mars är minus 60 grader Celsius. Under sommarmånaderna kan dock temperaturen längs ekvatorn öka till plus 20 grader Celsius vilket leder till att kall luft från polerna strömmar dit för att fylla igen tomrummet som bildats då den varmare luften stiger uppåt. Den 19 februari 2008 fotograferades för första gången en lavin på planetens yta. Islaviner har beskrivits som mycket kraftiga och hastigheter på laviner har uppmätts till åtminstone 80 m/s. De förekommer bland annat vid planetens nordpol, där de kan flytta upp till 2,4 km2 material.

#### Moln
Molnen uppträder huvudsakligen runt polerna på vintern, eller i närheten av ekvatorn på sommaren. Molnen består av vatten i form av is och frusen koldioxid, och de är alltid tunna och stripiga. Vissa moln bildas då luften pressas upp över Mars gamla vulkaner. När luften strömmar över vulkanerna pressas den upp till högre och kallare höjd där den lilla fukten i luften fälls ut och bildar iskristaller. Kraftiga vindar sveper ofta över Mars yta och piskar upp stoftet till väldiga moln som kan ha en diameter på hundratals kilometer. De kan variera från en storm på en liten yta, till gigantiska som kan täcka hela planeten.

## Mars månar

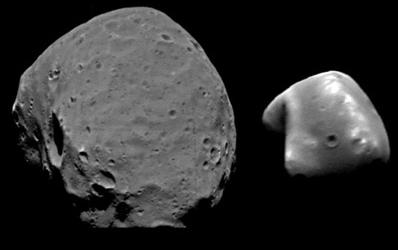
Phobos (till vänster) och Deimos (till höger)

Två små månar, Phobos och Deimos, kretsar i låga, nästan cirkulära, omloppsbanor runt planeten Mars. Månarna är oregelbundna till formen eftersom de är för lätta för att gravitationen ska göra dem sfäriska. De upptäcktes 1877 av den amerikanska astronomen Asaph Hall och namngavs efter krigsguden Ares två söner i den grekiska mytologin, Phobos (skräck) och Deimos (fruktan), som medföljde sin far i strid. Ares var känd som Mars i den romerska mytologin.
Phobos befinner sig under synkron omloppsbana (där omloppstiden är lika stor som planetens rotationsperiod) och sjunker sakta, cirka 1,8 cm per år, ner i en lägre och lägre omloppsbana. Inom 100 miljoner år kommer den antingen att kollidera med Mars eller brytas sönder av tidvattenkrafter och bilda ett ringsystem runt Mars.
Sett från Mars yta ter sig de båda månarna mycket annorlunda än våra upplevelser av jordens måne. Phobos, som befinner sig så nära Mars att man inte kan observera den över horisonten från hela planeten, går upp i väster, ner i öster, och upp igen efter bara 11 timmar. Deimos, som befinner sig precis ovanför synkron omloppsbana, går som väntat upp i öster, men väldigt långsamt. Trots att omloppstiden är endast 30 timmar tar det 2,7 dagar innan den går ner i väster.
Det finns olika teorier om månarnas ursprung. Båda har  mycket gemensamt med kolhaltiga (Typ-C) asteroider, med liknande spektrum, albedo och densitet. Detta har lett till spekulationer att de kan vara infångade från asteroidbältet. Men månarnas mycket cirkulära banor ligger nästan exakt i Mars ekvatorialplan. Infångade månar skulle förväntas ha betydligt mer excentriska banor med slumpmässig banlutning. Andra tecken tyder på att Mars en gång var omgiven av många Phobos- och Deimosliknande objekt som kan ha hamnat i en bana runt Mars efter en våldsam kollision med en stor planetesimal, ungefär som jordens måne tros ha bildats.

## Utforskningen av Mars

### Tidiga studier
Planeten upptäcktes redan under förhistorisk tid. Den omnämndes bland annat i Kina, Egypten, Indien samt Assyrien och har en betydande plats inom förhistorisk mytologi på många platser. I de kinesiska, japanska, koreanska och vietnamesiska kulturerna kallas himlakroppen för 火星 (huoxing), vilket utläses "eldstjärna". Namnet refererar till den kinesiska filosofin om att naturfenomen kan delas upp i de fem elementen. Eftersom Mars är synlig för blotta ögat har planeten varit känd sedan långt före antiken. Människor har använt sig av teleskop för att studera Mars sedan 1600-talet, men de tidiga teleskopen var alltför små för att visa några detaljer på dess yta. Den förste som observerade något mönster på ytan var Christiaan Huygens, som 1659 såg en stor mörk triangel (Syrtis Major Planum) på Mars yta. Han kunde därigenom beräkna Mars-dygnet till cirka 24 timmar. 1672 blev han också den förste som såg sydkalotten. Inte förrän 1704 observerades nordkalotten. William Herschel riktade ofta sitt teleskop mot Mars. Han ansåg att de vita polarkalotterna var snö och beräknade planetens rotationstid till 24 timmar och 37 minuter. I ett anförande för Royal Society 1784 förklarade Herschel både att Mars hade en atmosfär och att planeten hade invånare.

#### "Kanalerna på Mars"

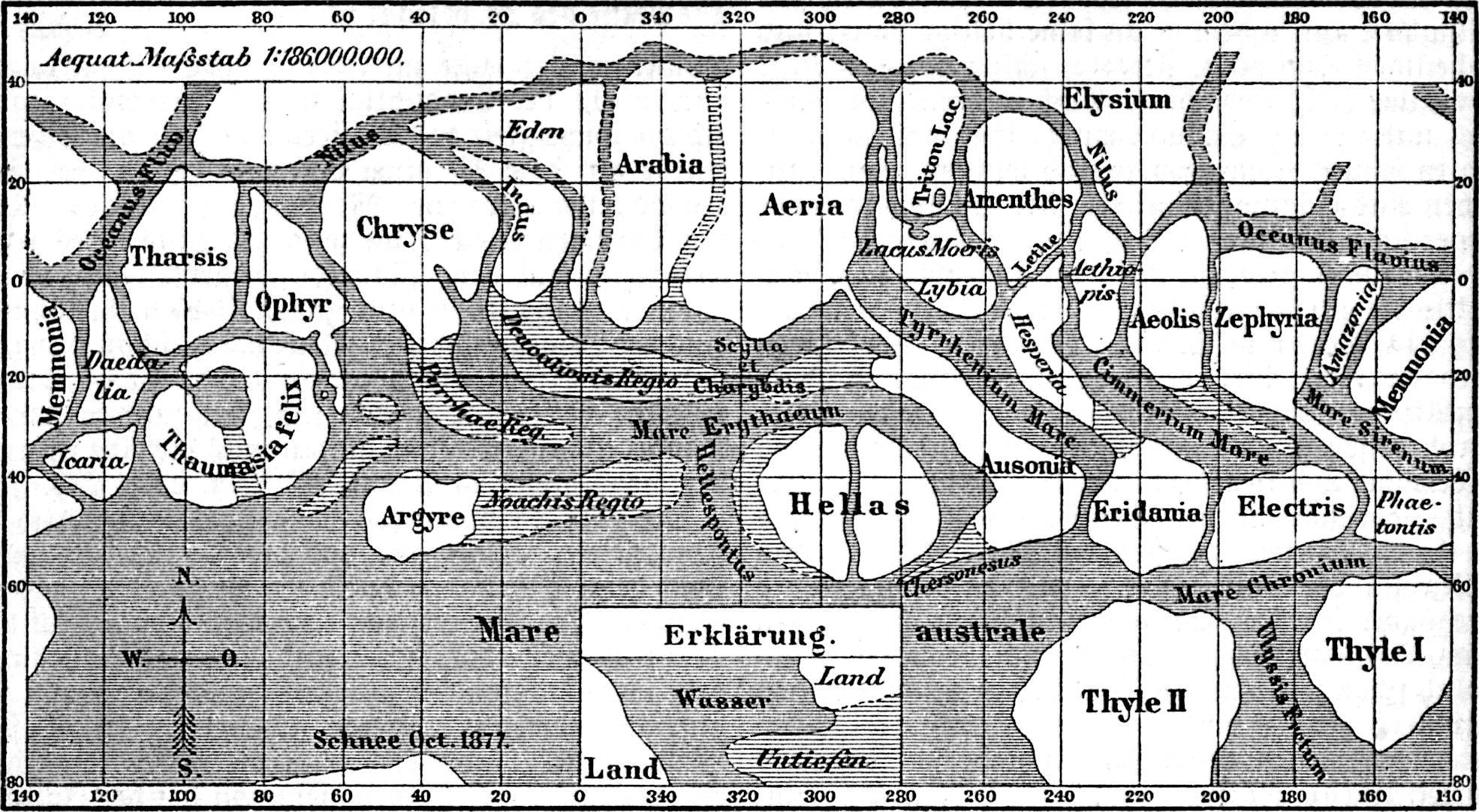
Karta över Mars från 1890. Tysk återgivning av Giovanni Schiaparellis kartläggning

1877 publicerade Giovanni Schiaparelli, chef för observatoriet i Milano, den första detaljerade kartan av Mars. Enligt honom var det möjligt att urskilja 79 linjer, canali, som sammanband fläckar på planetens yta. Schiaparelli var öppen både för att dessa linjer var floder eller att de var skapade av någon, kanaler. Detta väckte stor uppmärksamhet eftersom det innebar att Mars hade varit eller ännu var hemvist för en avancerad civilisation. En av dem som greps av kanalfeber var den amerikanske amatörastronomen Percival Lowell som flyttade till Flagstaff, Arizona och uppförde ett eget observatorium där. Han blev en kraftig förespråkare för tanken på intelligent liv på Mars och utgav tre böcker i ämnet, Mars (1895), Mars and Its Canals (1906), and Mars As the Abode of Life (1908). Lowell var medveten om att inte alla astronomer kunde urskilja några kanaler på Mars men detta menade han berodde på dålig sikt för observatorier på andra platser. I sitt eget observatorium kunde han urskilja 200 kanaler och gav dem latinska namn. Lowell menade att dessa kanaler hade grävts av en avancerad civilisation för att överleva - Mars låga gravitation innebar att vattnet avdunstade ut i rymden och marsianerna hade därför grävt kanaler för att avleda vatten från polarområdena till sina jordbruk.
Debatten om kanalerna på Mars varade tills de första rymdsonderna sände tydliga bilder av Mars, vilka visade att kanaler inte fanns.

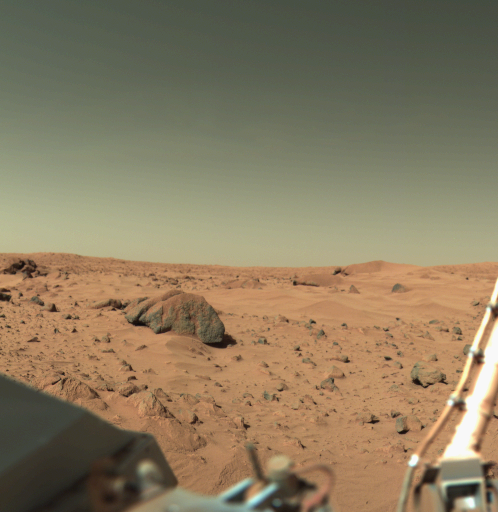
Viking 1:s landningsplats

### Rymdsonder
Mellan oktober 1960 och november 1962 gjorde Sovjetunionen olika försök att nå planeten med rymdsonder men alla misslyckades.
Mariner 4,6,7 och 9: Ett flertal rymdsonder har sänts till Mars, inkluderat kretsare, landare och rover (strövare). Den första rymdsonden att nå Mars var Mariner 4, uppskjuten 1964. Den lyckades sända hem 21 bilder av ytan från 9 800 km avstånd som kraftigt förändrade uppfattningen inom astrobiologin om förutsättningarna för liv på Mars. För överföringen av varje bild behövdes 8,5 timmar. De första farkosterna som lyckades landa på Mars yta var Mars 2 och 3, och det gjorde de 1971. Mars 3 var den enda av landarna som fungerade, men den kunde bara sända signaler i 20 sekunder. Efter Mariner 4 lyckades både Mariner 6 och 7 1969 med att flyga förbi Mars. De flög över ekvatorn och sydpolen där de kunde visa att de mörka områdena på Mars inte var kanaler, som man tidigare hade trott. Den första sonden som lyckades fotografera vulkanerna och Valles Marineris var Mariner 9 som lade sig i omloppsbana 1971 och kartlade hela Marsytan.
Viking: Efter upptäckterna som gjordes med Mariner 9 ville man landa på ytan för att leta efter liv. Viking-sonderna sändes upp 1975 och kom fram 1976. Viking 1 landade på ett område som kallas Chryse Planitia (guldfälten). Dess första bilder visade ett stenigt ökenlandskap med en skär himmel. Viking 2 landade den 3 september på Utopia Planitia.
Phobos 1 och Phobos 2: Efter det ganska lyckade Marsprogrammet (Mars 2, 3) sände Sovjet år 1988 Phobos 1 och 2 till Mars för att studera dess månar Phobos och Deimos. Man förlorade kontakten med Phobos 1 på dess väg till Mars. Phobos 2 lyckades fotografera Mars och månen Phobos, bland annat med båda i samma bild.

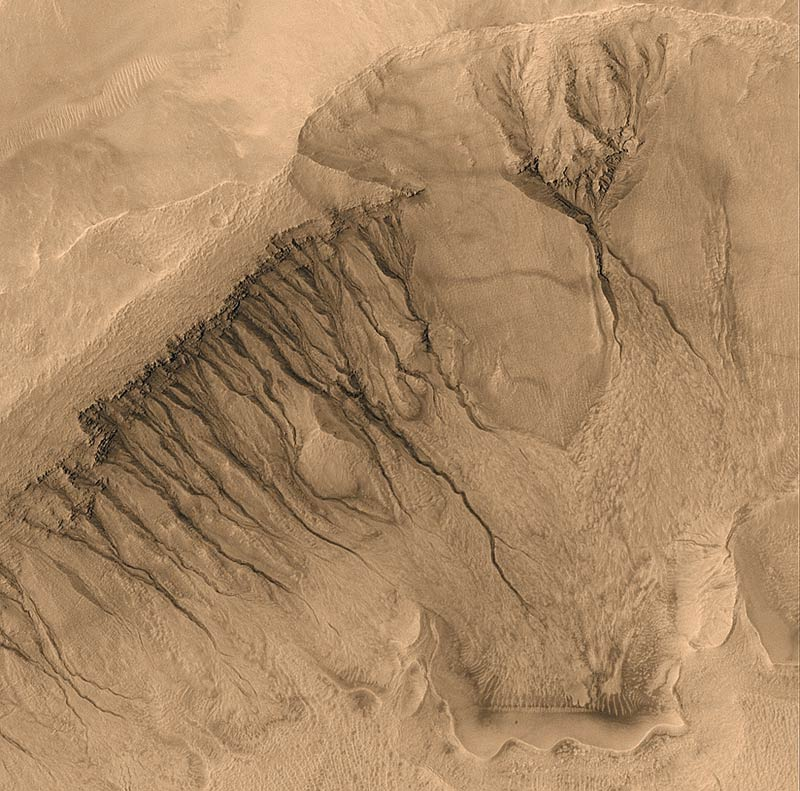
Denna bild från Mars Global Surveyor visar spår efter vatten på Mars yta

Mars Global Surveyor: Efter misslyckandet med Mars Observer år 1992 tog NASA snabbt fram Mars Global Surveyor. Denna rymdsond var den första marssonden på två decennier som lyckades genomföra det den var avsedd för. Man sköt upp sonden den 7 november 1996 och den gick in i omloppsbana 12 september 1997. I mars 1999, efter att i ett och ett halvt år arbetat med att komma i cirkulär bana, kunde huvuduppdraget påbörjas. Uppdraget var att från låg höjd kartlägga hela Mars yta med hjälp av kameror. Detta klarade den på ett Mars-år (drygt två jordår). Mars Global Surveyors huvuduppdrag slutade 31 januari 2001 och den arbetade på övertid till november 2006 då kontakten förlorades.
Mars Pathfinder: Mars Pathfinder, som sköts upp en månad efter Mars Global Surveyor, landade den 4 juli 1997. Dess landningsplats var en uttorkad havsbotten på Mars norra hemisfär kallad Ares Vallis, vilken tillhör de stenigaste områdena på Mars. Pathfinder hade med sig en liten radiostyrd bil kallad Sojourner som undersökte markprover.
Efter succéerna med Mars Global Surveyor och Mars Pathfinder följde två år av misslyckanden, 1998 och 1999, med den japanska rymdsonden Nozomi och NASA:s Mars Climate Orbiter, Mars Polar Lander, och Deep Space 2.
Mars Express: Den 2 juni 2003 sköts Europeiska rymdorganisationens rymdsond Mars Express upp från Bajkonur. Mars Express bestod av Mars Express Orbiter och dess landare Beagle 2. Mars Express Orbiter gick in i omloppsbana 25 december 2003 och Beagle 2 gick in i Mars atmosfär samma dag. Men när man skulle kontakta Beagle 2 gick det inte, eftersom Beagle hade kraschat. Mars Express Orbiter fungerade dock väl, och ger fortfarande (augusti 2019) bra mätningar bland annat med det svenska instrumentet ASPERA från Institutet för rymdfysik.
Spirit och  Opportunity: Kort efter Mars Express sände Nasa ett par tvillingrobotar som skulle röra sig över planeten. Deras uppdrag skulle vara en del i Mars Exploration Rover Mission. Den 10 juni 2003 sköts Spirit upp. Den gjorde en lyckad landning i Gusevkratern (som förmodligen är gammal havsbotten) den 3 januari 2004. Rovern (strövaren) skulle undersöka stenar och yta för att fastställa områdets vattenhistoria. Den 8 juli 2003 sköts den andra rovern, Opportunity, upp. Den landade 24 januari 2004 i Meridiani Planum för att göra liknande arbete.
Mars Reconnaissance Orbiter: Den 12 augusti 2005 sköts Mars Reconnaissance Orbiter upp mot Mars för att göra ett tvåårigt vetenskapligt arbete. En stor del av uppdraget bestod av att hitta framtida landningsplatser för landare och bemannade färder. Den gick in i omloppsbana runt Mars 10 mars 2006 och är fortfarande aktiv.
Curiosity: Den 26 november 2011 skickade NASA ut en Atlas V 541 raket med rymdsonden Curiosity som landade på Mars den 6 augusti 2012. Dess uppdrag var bland annat att utforska tecken på liv.
Perseverence: Den 30 juli 2020 sköt NASA upp rovern (strövaren) Perseverence, som landade på Mars den 18 februari 2021 i kratern Jezero. Uppdraget består bland annat av att ta prover från Mars yta, som senare skall hämtas och skickas till jorden. Strövaren hade med sig en helikopter, Ingenuity, som gjorde en första lyckad provflygning i april 2021. Efter 3 år och 72 flygningar skadades helikopterns rotor i en landning. Ingenuity hade fram till kraschen flugit 17 km med en flygtid på drygt 2 timmar.

## Människor på Mars
NASA:s vision 2023 var att det under 2030-talet skulle stå en människa på Mars. ESA uppgav 2024 att deras mål var att det 2040 skulle finnas en europé på Mars. 2010 genomförde ESA tillsammans med den ryska rymdstyrelsen projektet Mars-500 som skulle simulera en resa till Mars och 520 dagar på planetens yta. NASA genomförde en liknande simulering på vulkanen Mauna Loa under 2015 och 2016, då en besättning på sex personer levde isolerade under ett år.
Flera bedömare har pekat på att Mars är ett logiskt steg efter månen i mänsklighetens utforskande av rymden. Rent praktiskt finns dock en rad svårigheter, både att finansiera en resa och att få till den politiska vilja som krävs för att sätta resurser till en bemannad Marsexpedition. Själva resan - vilken i sig utgör en stor utmaning - beräknas ta ca 9 månader och ett fullständigt uppdrag skulle kunna räcka mellan två och tre år. Mat, vatten, syre och skydd mot farlig strålning är några av de problem som en bemannad Marsexpedition skulle behöva lösa.
Det propageras av vissa, till exempel Robert Zubrin, att göra Mars mer jordliknande genom "terraformering" vilket de menar på lång sikt skulle skapa hav och en andningsbar atmosfär på Mars. Zubrin menar att en tidig mänsklig närvaro på Mars skulle kunna påbörjas genom att man först skickar en obemannad farkost till Mars som på plats kan använda mineraler för att skapa bränsle. Därefter tankas farkosten och görs redo för att åka tillbaka till jorden. När den obemannade farkosten är tankad och redo för avfärd skickas en bemannad expedition till Mars, där besättningens landningsfarkost kan användas som boende både för dem själva och framtida expeditioner. Därefter kan den första besättningen återvända till jorden när uppdraget är slutfört. På så vis kan man enligt Zubrin successivt bygga upp en rad "boenden" på Mars som utgörs av tidigare landningsfarkoster. Dessa planer har av vissa tolkats som orealistiska och jämförts med science fiction.

## Marsianska mysterier

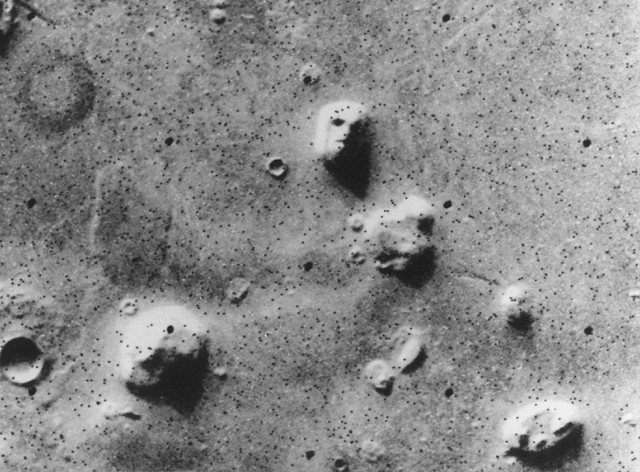
Foto vid området kring ansiktet

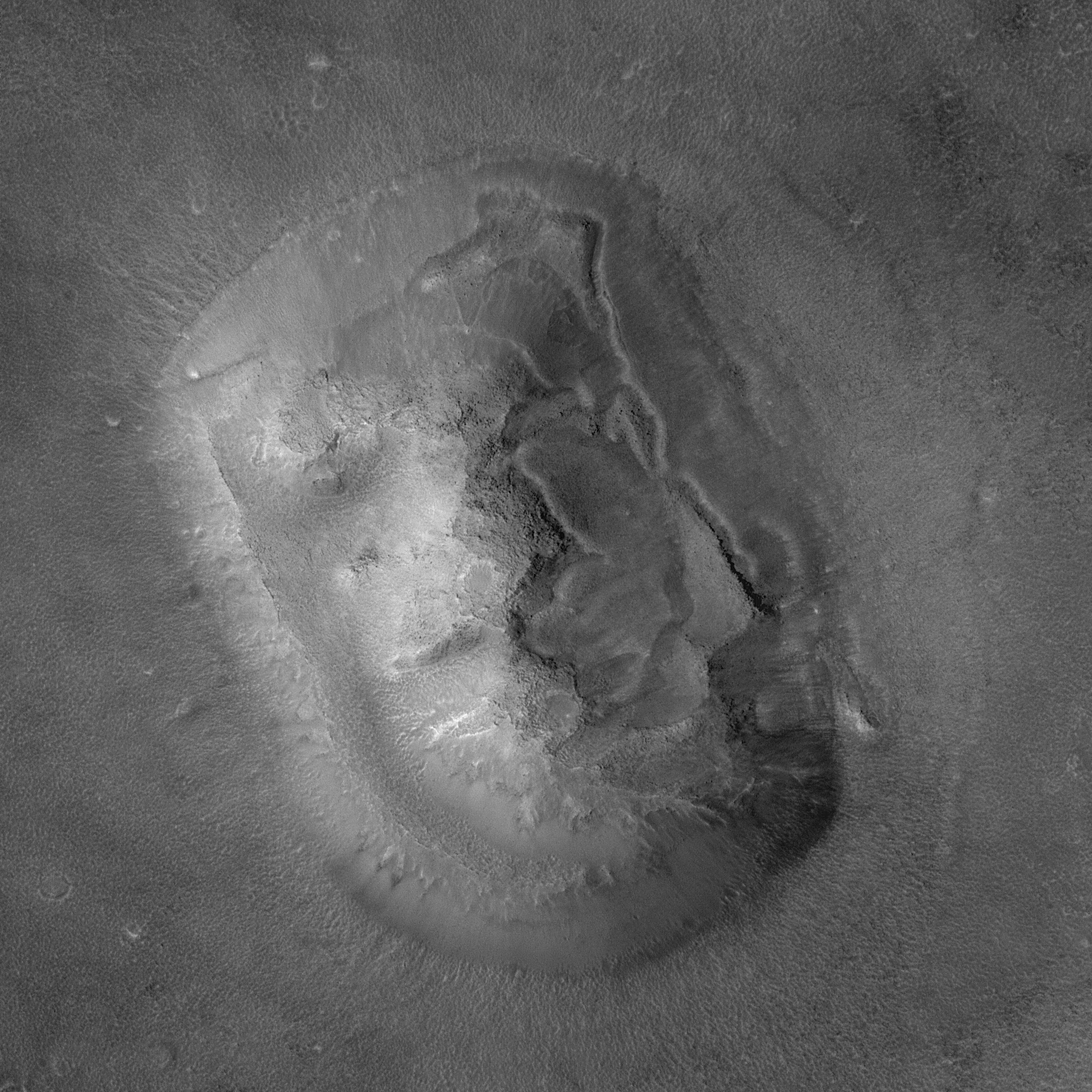
Mars Orbital Cameras bild av 'ansiktet' år 2001

### Ansiktet på Mars
När Viking 1 1976 fotograferade kullarna och taffelbergen i den västra delen av Arabia Terra i Cydonia, så upptäcktes en formation som liknade ett mänskligt ansikte. Detta ansikte ansågs av somliga kunna vara en skapelse av intelligenta varelser. Ända fram till 2001 trodde ett stort antal människor fortfarande att det inte var någon naturformation, men detta år kom en ny högupplöst bild från en rymdsond i omloppsbana runt Mars där formationen såg ut som vilket berg som helst. Denna bild visade att det var skuggor som orsakat det ansiktsliknande foto som Viking 1 tog 1976. I detta område finns det en plats som kallas Cydonia Mensae.

## Mars i fiktion
Som jordens näst närmaste granne (Venus ligger närmare) i solsystemet, och den mest jordlika, har Mars länge fascinerat författare av olika kaliber, och ett stort antal böcker och filmer utspelar sig där. Några filmer om Mars är Mars Attacks!, Red Planet, Total Recall, Mission to Mars och The Martian. Även i dataspelsvärlden har Mars skapat intresse då den populära DOOM-serien till stor del utspelas där.
I böcker är Mars huvudmiljö i till exempel Tarzanskaparen Edgar Rice Burroughs böcker om John Carter. I H.G. Wells bok Världarnas krig, som också filmats, och som framfördes i ett mycket realistiskt hörspel i radion i USA 1938 (vilket vållade panik, då det av vissa togs för sanning) nämns att de invaderande varelserna skulle ha kommit från Mars. Ray Bradbury har skrivit en novellsamling; Invasion på Mars, som också blivit film med bland andra Rock Hudson. Dennis Wheatley har också skrivit en bok med marsanknytning, Fångar på Mars. Den hör dock inte till hans mest kända verk. Birger Sjöbergs sång "Om kanalerna på Mars" (Fridas bok, 1922) innehåller orden: "I en kväll så klar, när vindar draga svala / med en ljuvlig doft, jag ej minns namnet på, / vi på bänken om de små kanaler tala, / som i Marsplanetens magra marker gå, / ...". Den kanske bäst faktaunderbyggda och mest engagerande skildringen av marskolonisering är Kim Stanley Robinsons marstrilogi (Red Mars 1993, Green Mars 1994 och Blue Mars 1996).